# Acrilat
L'acrilat és qualsevol sal o èster de l'àcid acrílic. També es diu propenoat perquè l'àcid acrílic també es coneix sota el nom d'àcid 2-propenoic. Es fan servir com a monòmers per fabricar polímers acrílics com per exemple el polimetilmetacrilat o les pintures acríliques.
Tots els èsters acrílics són tòxics, especialment els més volàtils, els vapors dels quals són d'olor pungent, irritants i lacrimògens. Les concentracions màximes tolerables a l'atmosfera són de 10 ppm per a l'acrilat de metil i de 25 ppm per a l'acrilat d'etil.
L'ió poliatòmic de l'àcid acrílic és (CH₂=CHCOO−). Els acrilats contenen grups de vinil. Els acrilats i els metacrilats (les sals i èsters de l'àcid metacrílic) són monòmers comuns en un plàstic.